# Hautes Terres Communauté
Ne doit pas être confondu avec Communauté de communes des Hautes Terres, Communauté de communes des Hautes Terres de l'Aubrac ou Communauté de communes Les Hautes Terres en Haut Berry.
Hautes Terres Communauté est, depuis le 1er janvier 2017, une communauté de communes française, située dans le département du Cantal et la région Auvergne-Rhône-Alpes.

## Historique

### Formation
Cette communauté de communes est née de l'union des communautés de communes du Pays de Massiac, du Pays de Murat et du Cézallier à l'exception de la commune de Lugarde qui a rejoint la communauté de communes du Pays Gentiane et de la commune de Montgreleix qui a rejoint la communauté de communes du Massif du Sancy (Puy-de-Dôme).
Cette solution de regroupement avait été proposée par le préfet du Cantal et correspond à l'ancien arrondissement de Murat  auquel on a ajouté le canton de Massiac. Ce schéma fut jugé " totalement incohérent " par la commune de Massiac qui n'est pas située dans le bassin de vie des autres communes.  Le projet a ensuite fait l’objet d’un large rejet lors du conseil communautaire du Pays de Massiac (17 contre, 7 pour, 1 abstention). Michel Destannes, le maire de Massiac, fut mandaté par 8 des 15 communes du Pays de Massiac (75 % de la population du territoire) pour défendre un amendement auprès de la CDCI qui réclamait leur rattachement à l'intercommunalité de Saint-Flour. Ce dernier faisait remarquer que ces huit communes s'inscrivaient dans un territoire totalement axée sur l'autoroute A75. L’amendement a été rejeté par 11 voix contre 29. Le maire de Massiac a jugé en conclusion que " 5 à 6 personnes avaient décidé à l’avance de la répartition des nouveaux territoires, tout en essayant de faire croire à la population que la plus grande transparence avait régné tout au long de cette procédure. ". Bernard Delcros a ensuite été élu à la présidence de la nouvelle Communauté avec 90 % des voix.

### Modifications de la composition
En octobre 2017, Jean Mage, le maire de Condat, a annoncé qu'il souhaitait retirer sa commune de Hautes-Terres Communauté pour rejoindre celle du Pays Gentiane. Il a expliqué que c'était avant tout pour des raisons d'éloignement géographique : Condat est proche de Riom-es-Montagnes mais loin de l'axe principal Murat - Massiac. Il a également indiqué qu'il était en désaccord avec les choix de fonctionnement mis en place et que, dans le cas où Hautes-Terres-Communauté viendrait à fusionner avec Saint-Flour Communauté, l'éloigement de sa ville deviendrait vraiment excessif. Trois autres communes, Saint-Bonnet-de-Condat, Chanterelle et Montboudif, ont pris la même décision de départ.
Le 3 avril 2018, Ghyslaine Pradel, la présidente de l'intercommunalité, a officiellement pris acte de cette décision et a anticipé sa concrétisation le 1er janvier 2019 en modifiant la composition du bureau exécutif.
Le 1er janvier 2019, les communes de Chanterelle, Condat, Montboudif et Saint-Bonnet-de-Condat ont rejoint la communauté de communes du Pays Gentiane.
Le 1er janvier 2025, les communes de Celles, Chalinargues, Chavagnac, Neussargues-Moissac et Sainte-Anastasie, à l'origine de la création de la commune nouvelle de Neussargues en Pinatelle, sont redevenues des communes de plein exercice.

## Territoire communautaire

### Géographie
La communauté est située dans la partie nord-est du Cantal. Elle couvre une partie des Monts du Cézallier et la majeure partie de la vallée de l'Alagnon. L'ensemble de son territoire se situe en zone de montagne à l'exception notable du bassin de Massiac qui fait partie du Brivadois et se trouve géographiquement isolé de l'ensemble.

### Composition
La communauté de communes est composée des 39 communes suivantes :

| Nom                   | Code Insee | Gentilé        | Superficie (km2) | Population (dernière pop. légale) | Densité (hab./km2) |
| --------------------- | ---------- | -------------- | ---------------- | --------------------------------- | ------------------ |
| Murat (siège)         | 15138      | Muratais       | 20,26            | 1 770 (2022)                      | 87                 |
| Albepierre-Bredons    | 15025      | Arapiroux      | 34,42            | 240 (2022)                        | 7                  |
| Allanche              | 15001      | Allanchois     | 49,89            | 783 (2022)                        | 16                 |
| Auriac-l'Église       | 15013      |                | 19,73            | 142 (2022)                        | 7,2                |
| Bonnac                | 15022      |                | 22,6             | 160 (2022)                        | 7,1                |
| Celles                | 15031      |                | 18,35            | 217 (2022)                        | 12                 |
| Celoux                | 15032      |                | 9,62             | 58 (2022)                         | 6                  |
| Chalinargues          | 15035      | Chalinarguais  | 27,55            | 311 (2022)                        | 11                 |
| La Chapelle-d'Alagnon | 15041      |                | 9,2              | 258 (2022)                        | 28                 |
| La Chapelle-Laurent   | 15042      | Chapelous      | 26,09            | 239 (2022)                        | 9,2                |
| Charmensac            | 15043      |                | 15,17            | 72 (2022)                         | 4,7                |
| Chavagnac             | 15047      | Chavagnacois   | 16,58            | 91 (2022)                         | 5,5                |
| Chazelles             | 15048      | Chazellois     | 6,28             | 33 (2022)                         | 5,3                |
| Dienne                | 15061      |                | 46,33            | 238 (2022)                        | 5,1                |
| Ferrières-Saint-Mary  | 15069      | Ferrièrois     | 19,17            | 238 (2022)                        | 12                 |
| Joursac               | 15080      |                | 21,11            | 155 (2022)                        | 7,3                |
| Landeyrat             | 15091      |                | 21,28            | 86 (2022)                         | 4                  |
| Laurie                | 15098      | Lauriots       | 19,23            | 84 (2022)                         | 4,4                |
| Laveissenet           | 15100      |                | 10,79            | 135 (2022)                        | 13                 |
| Laveissière           | 15101      | Valagnons      | 34,93            | 526 (2022)                        | 15                 |
| Lavigerie             | 15102      |                | 24,25            | 113 (2022)                        | 4,7                |
| Leyvaux               | 15105      |                | 14,95            | 36 (2022)                         | 2,4                |
| Marcenat              | 15114      | Marcenatais    | 51,47            | 510 (2022)                        | 9,9                |
| Massiac               | 15119      | Massiacois     | 34,78            | 1 801 (2022)                      | 52                 |
| Molèdes               | 15126      | Molédois       | 22,38            | 78 (2022)                         | 3,5                |
| Molompize             | 15127      | Molompizois    | 17,12            | 272 (2022)                        | 16                 |
| Neussargues-Moissac   | 15141      | Neussarguais   | 13,62            | 834 (2022)                        | 61                 |
| Peyrusse              | 15151      |                | 29,26            | 141 (2022)                        | 4,8                |
| Pradiers              | 15155      |                | 23,61            | 81 (2022)                         | 3,4                |
| Sainte-Anastasie      | 15171      | Anastasiens    | 15,88            | 124 (2022)                        | 7,8                |
| Rageade               | 15158      |                | 12,59            | 99 (2022)                         | 7,9                |
| Saint-Mary-le-Plain   | 15203      |                | 21,8             | 186 (2022)                        | 8,5                |
| Saint-Poncy           | 15207      |                | 40,37            | 337 (2022)                        | 8,3                |
| Saint-Saturnin        | 15213      | Saint-Sanniens | 38,71            | 191 (2022)                        | 4,9                |
| Ségur-les-Villas      | 15225      |                | 26,69            | 215 (2022)                        | 8,1                |
| Valjouze              | 15247      |                | 3,05             | 24 (2022)                         | 7,9                |
| Vernols               | 15253      |                | 24,2             | 59 (2022)                         | 2,4                |
| Vèze                  | 15256      |                | 25,46            | 64 (2022)                         | 2,5                |
| Virargues             | 15263      |                | 11,03            | 117 (2022)                        | 11                 |

### Démographie du territoire
| 1968   | 1975   | 1982   | 1990   | 1999   | 2010   | 2015   | 2022   |
| ------ | ------ | ------ | ------ | ------ | ------ | ------ | ------ |
| 18 760 | 17 374 | 15 855 | 14 952 | 13 329 | 12 274 | 11 721 | 11 118 |

## Administration

### Siège
Son siège est fixé à Murat.

### Les élus
À partir de mars 2020, le conseil communautaire de la communauté de communes de Hautes Terres Communauté se compose de 57 conseillers représentant chacune des communes membres et élus pour une durée de six ans.
Ils sont répartis comme suit :
| Nombre de conseillers | Communes                      |
| --------------------- | ----------------------------- |
| 7                     | Massiac, Murat                |
| 3                     | Allanche, Neussargues-Moissac |
| 2                     | Laveissière, Marcenat         |
| 1 (+ 1 suppléant)     | les 33 autres communes        |

### Présidence
À la suite du renouvellement de la composition du conseil communautaire, lors des élections municipales et communautaires de 2020, Didier Achalme, maire de Massiac est élu président.
Le bureau communautaire, qui définit les grandes orientations qui sont soumises au conseil communautaire, est le suivant :
1. Président, Didier Achalme, maire de Massiac,
2. 1er vice-président chargé de l’économie, du tourisme et de la communication, Gilles Chabrier, maire de Murat,
3. 2e vice-président chargé des travaux, Michel Porteneuve, maire de Neussargues-Moissac,
4. 3e vice-président chargé de la voirie, des déchets ménagers et assimilés et des relations avec le Syndicat des Territoires de l’Est Cantal (SYTEC), Philippe Rosseel, maire d'Allanche,
5. 4e vice-présidente chargée du social et de l’habitat, Danielle Gomont, adjointe au maire de Massiac,
6. 5e vice-président chargé des finances et des marchés publics, Xavier Fournal, maire d'Albepierre-Bredons,
7. 6e vice-présidente chargée des ressources humaines, de sport et santé, Colette Ponchet-Passemard, maire de Marcenat,
8. 7e vice-président chargé de la politique de la montagne, Daniel Meissonnier, maire de Laveissière,
9. 8e vice-président chargé de la petite enfance, de la jeunesse et de la culture, Éric Job, maire de Valjouze,
10. 9e vice-président chargé de la transition énergétique et de l’environnement, Pierrick Roche, conseiller municipal de Murat,
11. 10e vice-présidente chargée des relations avec les financeurs et des partenariats, Djuwan Armandet, maire de Chalinargues,
12. 11e vice-président chargé de la mobilité, Éric Viala, adjoint au maire d'Allanche,
13. 12e vice-présidente chargée de l’agriculture et du petit patrimoine, Georges Ceytre, maire de La Chapelle-Laurent,
14. conseiller délégué chargé du chantier d’insertion, Gérard Pouderoux, maire de La Chapelle-d'Alagnon.

| Période                                  | Période        | Identité         | Étiquette | Qualité |
| ---------------------------------------- | -------------- | ---------------- | --------- | --- |
| janvier 2017                             | septembre 2017 | Bernard Delcros  | UDI       | maire, puis maire délégué de Chalinargues (2001 → 2017) conseiller départemental (canton de Murat, 1998 → 2021) sénateur du Cantal (2015 → ) |
| septembre 2017                           | juillet 2020   | Ghislaine Pradel | SE        | maire de Neussargues en Pinatelle (2016 → 2020) conseillère départementale (canton de Murat, 2015 → 2021)                                    |
| juillet 2020                             | En cours       | Didier Achalme   | DVD       | maire de Massiac (2020 → ) conseiller départemental (canton de Saint-Flour-1, 2015 → )                                                       |
| Les données manquantes sont à compléter. |                |                  |           | |

### Compétences

#### Compétences obligatoires
La communauté de communes exerce, dès sa création, l'ensemble des compétences obligatoires prévues par la loi.

#### Compétences optionnelles et facultatives
La nouvelle communauté de communes exerce l'ensemble des compétences optionnelles et facultatives qu'excerçaient les communautés de communes fondatrices. La liste de ces compétences figure dans l'annexe 2 de l'arrêté de création. Elles devront être harmonisées dans le délai d'un an pour les compétences optionnelles et de deux ans pour les compétences facultatives.

### Régime fiscal et budget
Le régime fiscal de la communauté de communes est la fiscalité professionnelle unique (FPU).